# 阿基拉·萨拉赫·伊萨
阿基拉·萨拉赫·伊萨（阿拉伯语：‎），利比亚政治家、法学家，利比亚东部小镇科巴的代表议员，2014年8月5日当选利比亚国民代表大会主席，这个立法机构在8月4日取代利比亚国民议会。阿基拉·萨拉赫·伊萨在国民代表大会获得158张中的77张支持票当选主席，成为利比亚的代理国家元首。
2016年初利比亚总统委员会主席一職根據《利比亞政治協議》設置，同年3月由法耶茲·薩拉傑出任首任總統委員會主席，此後國民代表大會主席阿基拉·萨拉赫·伊萨不再被外界視為國家元首，但其政治權力仍有爭議。2021年11月，法蒂·巴查加是2021年12月总统大选的候选人。
2021年9月20日，阿吉拉·萨利赫·伊萨宣布打算暂时退出议会，以便参加2021年利比亚大选总统候选人竞选。